# 2,2,3-триметилбутан
2,2,3-три́мети́лбута́н або трипта́н — органічна хімічна сполука з класу аліфатичних насичених вуглеводнів з молекулярною формулою {\displaystyle {\ce {C7H16}}} або {\displaystyle {\ce {(H3C-)3C-C(-CH3)2H}}}. Один із дев'яти структурних ізомерів гептану. Він є найбільш компактним і сильно розгалуженим ізомером, єдиний з бутановою основою.

## Отримання
2,2,3-триметилбутан міститься в нафті. Сполука може бути отримана з газів крекінгу або шляхом гідродеалкілування ізооктану і, в невеликих кількостях, шляхом ізомеризації н-гептану. Ще в 1927 році був описаний лабораторний синтез, в якому реактив Гріньяра з трет-бутилхлоридом реагував з ацетоном. Отриманий 2,2,3-триметилбутан-3-ол дегідратує до 2,3,3-триметилбутан-1-ену, а потім його гідрують до 2,2,3-триметилбутану за допомогою нікелевого каталізатора.

## Використання
2,2,3-триметилбутан використовується як високоякісне, дуже стійке до детонації авіаційне паливо з октановим числом 112. Речовина також служить еталонною в газовій хроматографії.